# Arachnanthus
Arachnanthus Carlgren, 1912 è un genere di antozoi della famiglia Arachnactidae.

## Tassonomia
Comprende le seguenti specie:
- Arachnanthus australiae Carlgren, 1937
- Arachnanthus bocki Carlgren, 1924
- Arachnanthus lilith Stampar & El Didi, 2018
- Arachnanthus oligopodus (Cerfontaine, 1891)
- Arachnanthus sarsi Carlgren, 1912